# Docklands Stadium
El Docklands Stadium és un estadi multiusos que es troba a la ciutat de Melbourne, Austràlia. Va ser construït el 2000 amb una capacitat per 56.000 persones, i es fa servir per a partits de futbol australià, futbol i rugbi.
Allí juguen els equips Carlton, Essendon, North Melbourne, St Kilda, Western Bulldogs de l'Australian Football League. També és la seu del Melbourne Victory FC de l'A-League de futbol i Melbourne Renegades de Big Bash Cricket. Per la seva banda, el Melbourne Storm de la National Rugby League va utilitzar l'estadi en la temporada 2001.
En la Copa Mundial de Rugbi de 2003 es van jugar set partits a Docklands, entre ells Austràlia-Irlanda per la fase de grups i Nova Zelanda-Sud-àfrica i França-Irlanda per quarts de final. En els Jocs de la Mancomunitat de 2006 es van realitzar allí els partits de rugbi a 7. L'State of Origin de rugbi a 13 ha tingut tres partits a Docklands el 2006, 2009 i 2012.
D'altra banda, a Docklands s'han realitzat concerts musicals d'AC/DC, Eminem, O2, Bon Jovi, Coldplay, Robbie Williams, Taylor Swift, Pearl Jam, Bruce Springsteen, KISS i Green Day.
L'estadi ha tingut tres noms comercials: Colonial Stadium en la seva inauguració el 2000, Telstar Dome el 2002 i Etihad Stadium des de 2009.

## Galeria d'imatges

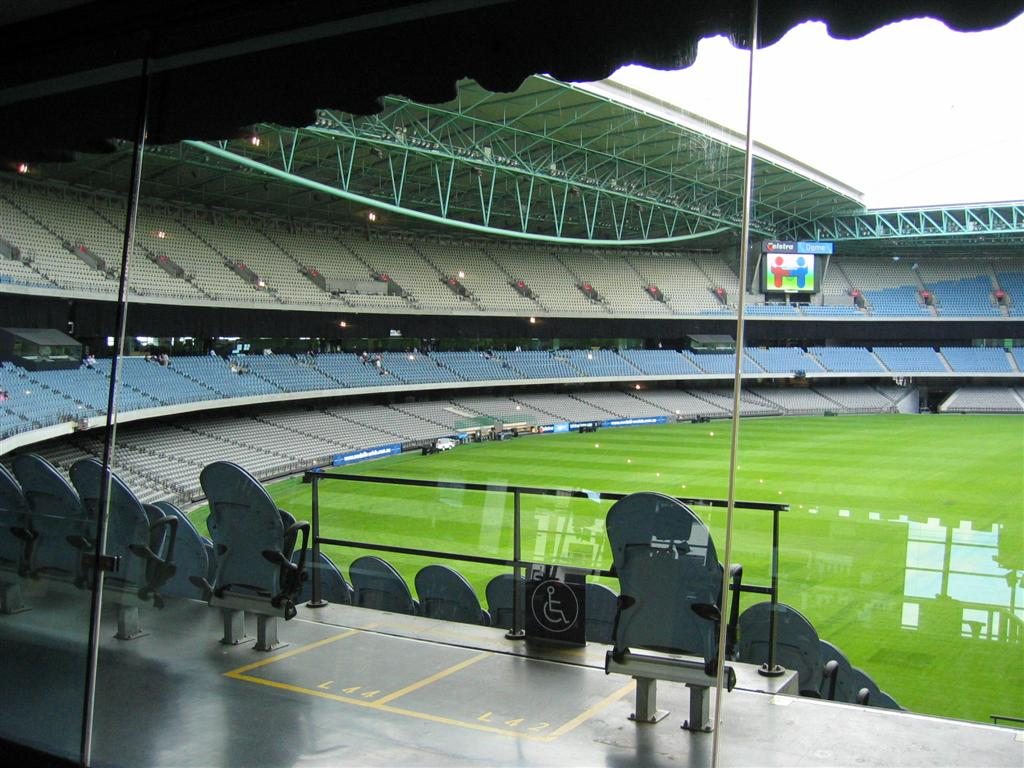
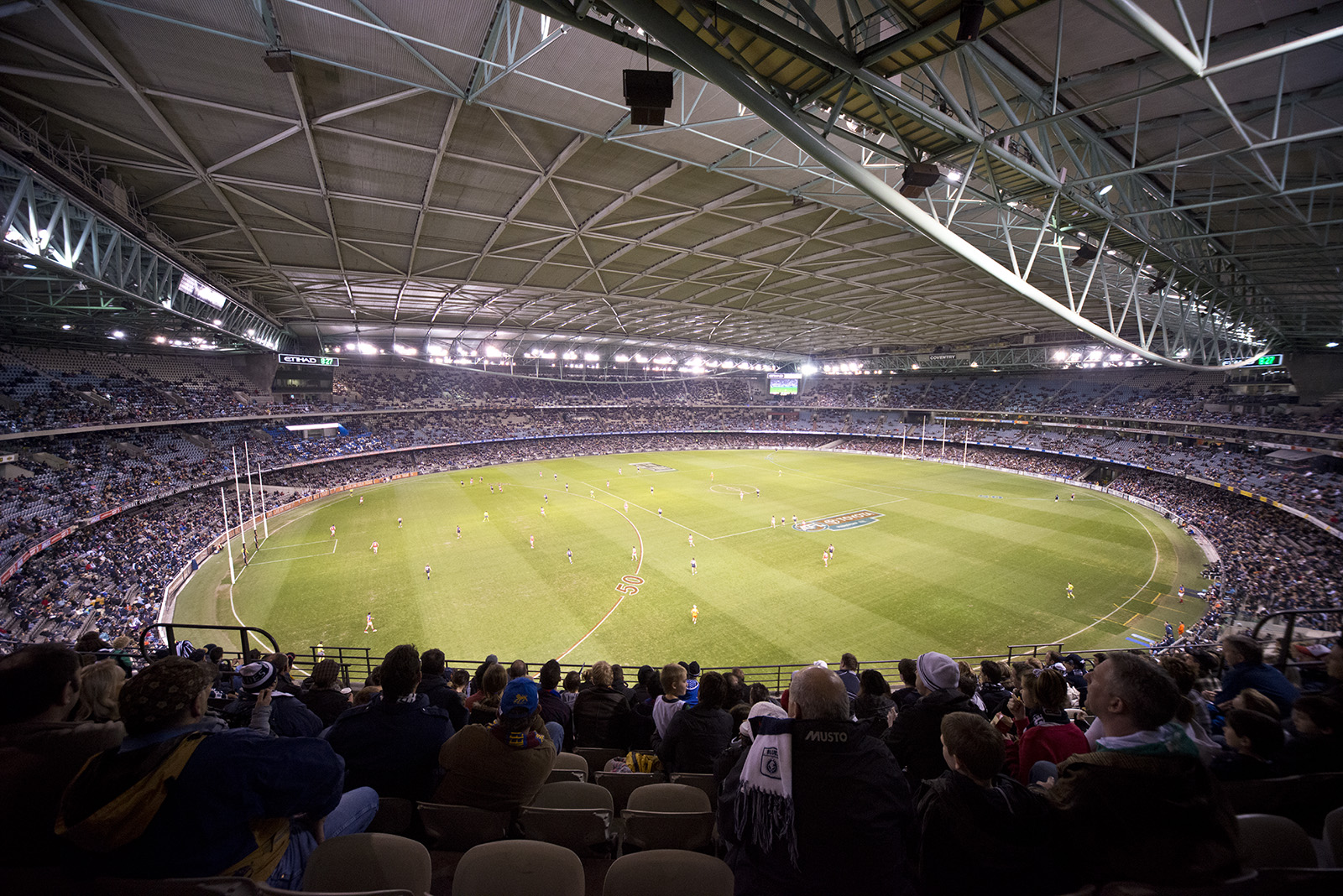